# Aberdeen Angus
Aberdeen Angus eller Angus kvæg er en kødkvægsrace. Den er fremavlet fra kvæg fra kommunerne Aberdeenshire og Angus i Skotland.
Anguskvæg er naturligt hornløse og enten sorte eller røde, yveret kan være hvidt. Den oprindelige farve er sort, men i nyere tid er den røde farve opstået. I Storbritannien defineres de som samme besætning, men i USA skelnes mellem Red Angus og Black Angus. Black Angus er den mest udbredte kødkvægsrace i USA med 324.266 kvæg i 2005. I 2014 navngav den britiske kvægbevægelse Angus som Storbritanniens mest populære indfødte kødkvægsrace og den næstmest populære kødkvægsrace efter Limousine kvæg. Kvægracens popularitet skyldes bl.a. at racen er sund og robust. Desuden er angus-kød kendt for sin fedtmarmorering, der gør det særligt smagfuldt.